# 猫岛大桥
猫岛大桥（韓語：묘도대교）是韩国全罗南道丽水市的一座公路斜拉桥，跨海连接三日洞的丽水国家产业园区与猫岛洞，桥梁总长1,410（4,630英尺）。
主桥为五跨双索面钢－混凝土结合梁斜拉桥，采用加劲梁间接锚固系统，桥长760（2,490英尺），跨距布置为：60+105+430+105+60米，桥面宽度25.9（85英尺），通航净高52（171英尺）、净宽300（980英尺），可通行装载量为4,000个标准集装箱的货轮，桥塔采用混凝土结构。
韩国GS建设投资1,968亿韩圆，于2007年开工兴建，2012年9月19日，大桥为了归省客和省墓客的便利而临时开通。2013年2月7日，与李舜臣大桥同时开通，当时被称为丽水大桥（여수대교）或李舜臣二桥（이순신2대교）等。国家地名委员会决定，自2014年4月3日起，该桥被正式命名为“猫岛大桥”。